# Valdomiro Silva
José Valdomiro Gomes da Silva (Pedrinhas, 8 de agosto de 1930 – Duque de Caxias, 17 de abril de 2023), mais conhecido como Valdomiro Silva, foi um pastor, cantor e compositor brasileiro de música cristã contemporânea. Tinha mais de 50 anos de carreira e 38 álbuns lançados. Foi um dos pioneiros do gênero.

## Biografia
Valdomiro Gomes da  Silva nasceu em 8 de agosto de 1930 na localidade de Pedrinhas no estado de Sergipe, sendo o filho mais novo dos agricultores sergipanos Manoel Alves da Silva e Balbina Gomes da Silva. Ao completar 18 anos, Valdomiro mudou-se para São Cristóvão, onde conheceu e se casou com a sua primeira esposa Maria do Carmo Marcelo Cerqueira, mudando para Salvador na Bahia e em seguida, passou a morar no Rio de Janeiro.
Em 1956, converteu-se ao cristianismo, seguindo o seu ministério como cantor. Muito antes de gravar, Silva cantava na igreja de Duque de Caxias no Rio de Janeiro. Em meados da década de 60, Valdomiro teve um importante incentivo do cantor Josué Barbosa Lira. O seu primeiro LP, foi gravado em 26 de agosto de 1968 intitulado "Mãos ao Arado", em seguida, lançou seus maiores sucessos, Cântico da Liberdade e Fonte de Água Viva, ao todo, gravou 38 álbuns. Possui mais de 50 anos de carreira.
Em 2018, o escritor maranhense Isaías Neres Aguiar, publicou a primeira biografia do cantor, em comemoração aos 50 anos de carreira, com prefácio do jornalista Gildenemyr Lima Sousa.

## Morte
Valdomiro Silva morreu em Duque de Caxias aos 92 anos, em 17 de abril de 2023, vítima de uma parada cardíaca.

## Discografia
Álbuns

1968: Mão ao Arado (compacto)

1969: Ordem e Progresso (compacto)

1970: Fonte de Água Viva (compacto)

1971: Cântico da Liberdade (LP)

1971: Fonte de Água Viva (LP)

1972: Jesus Maravilhoso (LP)

1973: Sorrindo e Cantando (LP)

1976: Salmo 91

1976: Eu e Minha Casa Livre para Cantar

1977: Desse Jeito Não Vai (LP)

1977 : Vitória Na Cruz

1978: Sinais de Alerta

1979: Reverência

1980: Lançando a Rede

1980: Só Jesus Merece

1983: Provai e Vede

1984: A Batalha Não Parou

1986: Tudo Tem Seu Tempo

1987: Eu Creio

1989: O Grande Prêmio

1990: É Mistério

1990: Povo Feliz

Cantem comigo

1998: Bíblia Não Há Segredo

2007: Vou Voar

2012: Oração e Louvor

2014: Herdeiros de Deus

2015: Hinos de Recordação
Coletânea

2009:  Recordando Valdomiro Silva vol. 01

2013: Recordando Valdomiro Silva Vol. 02

2015: Recordando Valdomiro Silva Vol. 03

## Músicas
Relação de músicas de Valdomiro:
- A Porta Que Deus Abre
- Cântico da Liberdade
- Depois da Batalha, Cantar
- Desse Jeito Não Vai
- Deus Nós Ajudará
- É Mistério
- Fica de Pé
- Fica de Pé Que Falarei Contigo
- Fonte de Água Viva
- Guarda o Que Tens
- Indo A Canaã
- Já Vem o Rei
- Jesus É a Porta
- Jesus É Maravihoso
- Mãos ao Arado
- Meu Santo lar
- Meu socorro
- Minha Oração
- Mundo Em Confusão
- Não Enterre o Talento
- O Relogio Marca a Hora de Partir
- Pague o Dízimo
- Preciso de Jesus
- Trabalhai Por Amor
- Valdomiro Silva Aléluia
- Vamos Ter Visitas